# Струјни трансформатор
Струјни трансформатор је тип трансформатора који се употребљава при мерењу струја великих вредности које би иначе било тешко мерити неком директном методом као и за релејну заштиту. Однос примарне и секундарне струје приближно је обрнуто сразмеран односу броја примарних и секундарних навојака. Номинална вредност секундарне струје је стандардизована и износи 5А за струјне трансформаторе за мерење и 5А или 1А за струјне трансформаторе за релејну заштиту. Номинална вредност примарне струје зависи од места примене струјног трансформатора и може да узима вредност од 1А до пар хиљада ампера. Стандардизоване вредности назначене примарне струје су 5А, 10А, 15А, 20А, 25А, 30А, 40А, 50А, 60А, 75А и децимални умношци наведених. Производе се и високонапонски струјни трансформатори чија је вредност назначене примарне струје и мања од 5А и то ради одвајања високог напона од мерних уређаја.
Разликујемо струјне трансформаторе за ниски напон и струјне трансформаторе за више напонске нивое. Сем тога разликујемо струјне трансформаторе за мерење и струјне трансформаторе за релејну заштиту (који напајају уређаје релејне заштите).

## Конструкција
Струјни трансформатори за ниски напон су најчешће изведени са изолацијом од епоксидне смоле (понекад и од пластике) и то у виду тзв. обухватног трансформатора. Сем епоксидне смоле срећу се, посебно код старијих изведби, и струјни трансформатори са керамичком - најчешће порцеланском - изолацијом. Ови трансформатори најчешће немају класичан примарни намотај већ његову улогу врши проводник (какав изолован кабал или неизолована шина) који се провлачи кроз сам струјни трансформатор - тј. струјни трансформатор га обухвата. Предност обухватних нисконапонских СТ у односу на оне са класичним примарним намотајем јесте једноставнија монтажа и практично неограничена називна динамичка струја.
СТ за средње (6, 10, 20 и 35 kV) и високе (110 kV и више) имају значајно другачији изглед. Они имају класичан примарни намотај са неколико завоја и најчешће се тако праве да се један струјни трансформатор, превезивањем примарног намотаја из редне у паралелну везу, може искористити за различите номиналне вредности струја. Тако се нпр. има струјни трансформатор за 2x600/5 А. То значи да се примарни намотај састоји из два дела који се могу тако повезати да максимална струја буде 600 или 1200 А. Струјни трансформатори за средње напоне се такође најчешће раде са изолацијом од епоксидне смоле, док се струјни трансформатори за високи напон израђују изоловани уљем или, у новије време, гасом SF6 (сумпор-хексафлуорид). По конструкцији разликујемо струјни трансформатор за унутрашњу и спољашњу монтажу. СТ за унутрашњу монтажу могу даље бити потпорни, који се постављају у ћелији на под, или проводни који се постављају између преграда или зидова.
Потребно је поменути још један тип СТ за средње напоне, а то је тзв. Кабловски Трансформатор. Кабловски трансформатор је конструктивно изведен као обухватни с тим што за разлику од класичног обухватног трансформатора који се ради за ниске напоне и обухвата само једну жилу кабла или само једну шину, кабловски трансформатор се ради за средње напоне и обухвата све три фазе - цели кабал са жилама свих фаза, ако је кабал изведен као трожилни, или све три једножилна кабла у случају вода са једножилним кабловима. Његова улога је да у средњонапонском дистрибутивном систему са изолованом неутралном тачком открије струјну несиметрију фаза, која указује на евентуални земљоспој. Због тога се кроз њега провлаче све три фазе. Поставља се на месту где кабал улази у СН постројење, и његов секундар се повезује на земљоспојну заштиту. Да би исправно детектовао земљоспој, метални плашт и арматура каблова се морају вратити кроз овај трансформатор јер у случају земљоспоја и они могу носити део квара струје.
Основни параметри струјног трансформатора су: називни напонски ниво за који је предвиђен, називна фреквенција, преносни однос или константа струјног трансформатора, називна примарна и секундарна струја, класа тачности, прекострујни број или фактор сигурности Fs, номинална снага сваког језгра посебно у VA, трајна термичка струја, термичка класа изолације, број језгара, врста основне изолације, називна краткотрајно подносива термичка струја и називна подносива динамичка струја.
Потребно је напоменути да при протицању струје кроз примарни намотај СТ није дозвољено оставити секундарни намотај отворен - тј. у празном ходу. Разлог овоме је што тада сва примарна струја магнетише језгру струјног трансформатора - не постоје секундарни амперзавојци који би били у опозицији примарним амерзавојцима. То доводи до уласка струјног трансформатора дубоко у засићење, до максималне вредности флукса. Временска карактеристика флукса стога има готово квадратни облик. Услед нагле промене флукса приликом промене смера струје кроз примарни намотај долази до индуковања високе вредности напона на секундарном намотају (који има више завојака) - и то јер је емс индукована на крајевима секундара пропорционална првом изводу флукса по времену. Овај напон има импулсни (несинусоидални карактер) услед изразите нелинеарности гвожђа која се има при овако дубоким засићењима. Максимална тренутна вредност овог напона може постати тако велика (неколико хиљада волти) да угрози изолацију струјног трансформатора и нисконапонских мерних и заштитних уређаја прикључених на њега, као и живот људи који би евентуално дошли у контакт са секундарним прикључцима струјног трансформатора. Сем тога, пошто сва примарна струја утиче на магнетизацију језгра, она се тако јако загрева да најчешће у оваквим случајевима долази и до топљења изолације међу лимовима од којих је језгра састављена и до губљења магнетних особина ових лимова, чиме струјни трансформатор постаје неупотребљив.

## Класа тачности струјних мерних трансформатора
Грешке код струјних мерних трансформатора се деле на струјне и угаоне. Струјна грешка представља процентуалну разлику између примарне струје и секундарне струје помножене константом струјног трансформатора. По вредности ова грешка може бити позитивна и негативна, али се у принципу даје њена апсолутна вредност. Угаона грешка представља разлику фазних углова примарне и секундарне струје. Класа тачности струјног трансформатора јесте дозвољена струјна грешка при номиналној струји примара. Тако нпр. кад се каже да је струјни трансформатор класе тачности 0,5%, то значи да је при номиналној примарној струји максимално дозвољена грешка од 0,5%. Ако је пак примарна струја мања од номиналне, или већа преко 120% номиналне, струјна грешка може бити и већа. Тако се нпр. за струјни трансформатор класе тачности 0.5 дозвољава грешка од 0,75% уколико је струја примара 20% номиналне, и 1% уколико је струја примара 10% номиналне. Ништа се не гарантује за случај примарне струје испод 10% номиналне (назначене) вредности, те се о овоме мора водити рачуна приликом избора струјног трансформатора. Грешка струјног трансформатора зависи и од оптерећења које стварају мерни, показни и заштитни уређаји везани на секундар овог уређаја. Уколико је оптерећење мање од номиналног (назначеног на плочици струјног трансформатора), струјна грешка може бити и већа од назначене класе тачности. По IEC прописима струјна грешка мора бити у граници класе тачности за оптерећења на секундару од 1/4 до 4/4 називне (назначене) снаге струјног трансформатора. О овоме треба водити рачуна приликом избора струјног трансформатора, јер новија дигитална мерна и заштитна опрема има значајно мању потрошњу и активне и реактивне енергије од старије електромеханичке и електронске опреме. Осим тога тачност зависи и од фактора снаге оптерећења секундара и по IEC прописима (али и VDE) класа тачности важи до cos(fi)=0.8. Вредности класе тачности струјног трансформатора су стандардизоване и могу имати следеће вредности: 0.1, 0.2, 0.5, 1 и 3%.
Наведене класе тачности струјног трансформатора односиле су се на струјне трансформаторе за мерење. Струјни трансформатори који служе за релејну заштиту имају другачији систем обиљежавања. Потребно је напоменути да се ови струјни трансформатори могу извести као засебни, или чешће, као део једног СТ са два језгра. Тада једно језгро има свој секундарни намотај (за мерење нпр.) а друго језгро истог струјног трансформатора има терцијарни намотај за релејну заштиту. Код језгра за мерење је назначена вредност примарне струје 5А, а код језгре за релејну заштиту је 5A или 1А. Сем те разлике постоји и разлика у понашању приликом тока великих струја кроз примарни намотај приликом преоптерећења или кратког споја у примарном колу. За разлику од језгри за мерење, језгре за заштиту треба да имају високу тачност и при струјама које су десетак пута веће од назначене примарне струје. Њихове класе тачности се обиљежавају на следећи начин: nPk где је n број који казује колику грешку у процентима прави струјни трансформатор при струји која је k пута већа од назначене примарне струје. Тако се имају СТ класе тачности 0.5 5P10 што значи да струјни трансформатор има бар 2 језгра, секундарни мерни намотај са класом тачности 0,5% на једном језгру и терцијарни заштитни намотај на другој језгри који при струјама 10 пута већим од номиналне прави струјну грешку од 5%. Примарни намотај наравно обухвата оба ова језгра.

## Снага струјног мерног трансформатора
С обзиром да је електромоторна сила индукована у секундарном намотају једнака:
{\displaystyle E=4,44\cdot N\cdot f\cdot a\cdot B}
где је:
- {\displaystyle N\,} - број завојака секундара,
- {\displaystyle f\,}- назначена фреквенција
- {\displaystyle a\,} - пресек језгра,
- {\displaystyle B\,} - магнетна индукција у језгру,

добија се да је снага која се преноси на секундар:
{\displaystyle S=4.44\cdot N\cdot f\cdot a\cdot B\cdot I_{2}} [],
где је  струја на секундару.
Струјни трансформатори раде са ниском вредношћу индукције B да би одржали што већу тачност, те се повећавање снаге струјног трансформатора постиже повећањем пресека језгра a. Ово поготово важи за језгра за заштиту, која при номиналној струји морају имати јако низак флукс - а тиме и магнетну индукцију - да не би ушли у засићење при струјама квара које могу бити десетак пута веће од нормалних. Дакле важи правило: већа снага - веће језгро - тежи и већи струјни трансформатор. Снага нисконапонских струјних трансформатора је најчешће 5 ,10 или 15 VA. Приликом избора снаге струјног трансформатора, осим снаге уређаја који се прикључују, треба водити рачуна и о дужини повезних водова од струјног трансформатора до уређаја које напаја. Ако су ови водови јако дугачки треба размотрити или повећање назначене снаге струјног трансформатора или смањење назначене секундарне струје са 5А на 1А. Такође, као што је већ речено, треба имати у виду да подоптерећен струјни трансформатор може имати већу струјну грешку од прописане класом тачности.

## Фактор сигурности струјног мерног трансформатора
Један од битних параметара струјног трансформатора је фактор сигурности. Струјни мерни трансформатор је тако пројектован да може трајно да ради са 20% већом струјом од назначене. Даљим порастом примарне струје струјни трансформатор улази у засићење, тако да му почиње расти грешка мерења. Потребно је напоменути да се не може спречити да дође до пораста примарне струје изнад 120% номиналне вредности. Преоптерећења и кратки спојеви су у мрежи непредвидиви догађаји који се не могу спречити. Квалитет заштите одређује како брзо ће доћи до искључења ових догађаја у мрежи. На неки начин је потребно заштити уређаје везане за секундар, чија је назначена струја најчешће 5А. С обзиром да, како је већ речено, секундар СТ не сме остати отворен није дозвољена заштита топљивим осигурачима. Механизам заштите је искориштење природне особине језгра да при повећању струје магнетизације изнад одређене вредности карактеристика магнећења долази до колена тј. улази у засићење. На тај начин расте грешка струјног трансформатора, што је добро јер је секундарна струја тада мања него што би била у случају да је језгра магнетски линеарна. Фактор сигурности или прекострујни број струјног трансформатора представља релативну вредност примарне струје у односу на назначену на плочици при којој струјна грешка СТ прелази 10%. Треба напоменути да се овај фактор одређује за номинално оптерећен струјни трансформатор као и да се овај фактор одређује само за мерну језгру, док код заштитне језгре, као што је већ поменуто, засићење не сме наступити ни при много већим струјама од номиналне.
Прекострујни број (сачинилац прекомјерне струје) показује понашање струјног мијерног трансформатора у подручју изнад називне струје. Неки потрошачи прикључени на секундар СМТ захтијевају да се велики пораст примарне струје (кратки спој) не пресликава линеарно (вјерно) на секундар, то су мијерни инструменти код којих би кратки спој изазвао оштећење. Други потрошачи захтијевају линеарно (вјерно) пресликавање струје примара на секундар, то су уређаји за заштиту (релеји за разне заштите) да би могли да реагују у случају кратког споја.

## Произвођачи
На простору бивше СФРЈ је постојало неколико произвођача струјних трансформатора. Најпознатији су били:
- АБС Минел ФЕПО, Зрењанин, као водећи произвођач мерних трансформатора у Србији,
- АБС Минел Трансформатори, Рипањ, произвођач енергетских високонапонских трансформатора
- ФМТ, Зајечар,
- Раде Кончар, Загреб,
- Енергоинвест, Сарајево,
- ЕМО, Охрид и др.